# 斯隆·麦肯齐
斯隆·麦肯齐（英語：Sloan MacKenzie，2002年5月16日—），加拿大女子皮划艇运动员，2023年泛美运动会女子双人划艇500米金牌得主、2024年夏季奥林匹克运动会女子双人划艇500米铜牌得主。